# Secret Garden
Secret Garden és un conjunt de música irlandès-noruec. Caracteritzats per la seua música instrumental, que alguns han anomenat neo-clàssica, amb sons new age.
El grup el formen la violinista Fionnuala Sherry i el compositor Rolf Løvland. El 1995 van guanyar el Festival d'Eurovisió, representant Noruega, amb la cançó Nocturne.

## Discografia
Secret Garden han publicat vuit discos. En ordre cronològic són:
- Songs from a Secret Garden (1996)
- White stones (1997)
- Fairytales (1998)
- Dawn of a New Century (1999)
- Dreamcatcher (2001)
- Once in a Red Moon (2002)
- Dreamcatcher: Best Of (2004, Austràlia)
- Earthsongs (2005)